# David Gutiérrez Palacios
David Gutiérrez Palacios (Hinojedo, 28 juli 1987) is een Spaans voormalig wielrenner die in 2010 reed voor Footon-Servetto. Zijn oudere broer José Iván was ook wielrenner.

## Carrière
In 2008 werd Gutiérrez nationaal kampioen op de weg bij de beloften, door Andrés Vigil en Jon Izagirre voor te blijven. In 2009 werd Gutiérrez onder meer veertiende in het eindklassement van de Trofeo Joaquim Agostinho en zesde in dat van de Ronde van León. Een jaar later werd hij prof bij Footon-Servetto.
In zijn enige seizoen als prof reed hij onder meer de Tour Down Under en de Eneco Tour.

## Overwinningen
2008
 Spaans kampioen op de weg, Beloften

## Ploegen
- 2010 –  Footon-Servetto